# West-Fries (dialectgroep)
Het West-Fries (West-Fries: Westfriesch of Westfries, Fries: Westfrysk) is een verzamelnaam voor een aantal Nederlandse dialecten die gesproken worden in de provincie Noord-Holland, meer bepaald in de regio West-Friesland.
Ook de polders benoorden het oude West-Friesland (Wieringermeer, Anna Paulowna), de kuststrook van Den Helder tot Castricum (onder andere Egmond, Zijpe), het voormalige eiland Wieringen en het eiland Texel kunnen tot het gebied waar West-Fries gesproken wordt gerekend worden.
De West-Friese dialecten bevatten Ingveoonse invloeden en behoren tot de Friso-Frankische dialecten, net als het Bildts en het Stadsfries.
Aan de spelling van geen enkel Nederlands dialect kan de status officieel worden toegekend, dus ook niet aan de spelling van het Westfries. Wel is er de door de Stichting Creatief Westfries geadviseerde spelling die geldt voor het gebied binnen de Westfriese Omringdijk. Deze spelling is gebaseerd op het 'Westfries woordenboek' en het werk 'Het Westfries Inventarisatie van dialectkenmerken' waarin o.a. de Westfriese grammatica aan de orde komt. Beide werken zijn van de hand van Dr. Jan Pannekeet, die op het Westfriese dialect is  gepromoveerd. De spelling die in dit artikel gebruikt wordt is een van de manieren waarop het gespeld kan worden. Deze spelling komt grotendeels overeen met met de spelling in het Westfries woordenboek van Pannekeet, maar wijkt er soms vanaf. Naast deze spellingswijze bestaat er nog een bekende spelling, namelijk de spelling volgens de West-Frieze-Styk. Verderop in dit artikel leest u meer over de spelling volgens de West-Frieze-Styk.

## Naam
De naam "West-Fries" slaat in de eerste plaats op de regio "West-Friesland", maar verwijst ook naar het Fries. De dialecten van de regio Noord-Holland vertonen dan ook allerlei Friese kenmerken. Op bijgaand kaartje wordt deze begrenzing aangehouden maar de dialecten die taalhistorisch West-Fries genoemd zouden kunnen worden, worden of werden ook zuidelijker gesproken tot in Waterland en de Zaanstreek. In de traditionele dialectologie wordt het zogenaamde Strand-Fries, gesproken in de Zuid-Hollandse visserdorpen, als een verwante categorie genoemd.  Er bestaan verschillende theorieën over de herkomst van deze Friese kenmerken.
- Algemeen gaat men ervan uit dat tot ver in de middeleeuwen een Friese taal, verwant aan het Oudfries, de omgangstaal was in het huidige West-Friesland. Pas vanaf de 16e en 17e eeuw is de spreektaal als gevolg van ontfriezing definitief onder invloed van het Frankisch bepaalde Hollands komen te staan. Als substraat heeft het Fries echter tot in de 19e eeuw stand gehouden in eigen dialectvormen.
- Een vergelijkbare theorie veronderstelt dat niet alleen West-Friesland maar ook het gewest Holland ooit Friestalig was. De tegenwoordige Hollandse dialecten zouden dan sterker door het uit het zuiden komende Frankisch zijn beïnvloed dan de West-Friese. De huidige dialecten kennen volgens deze theorie nog altijd een Friese invloed, het zogenoemde "Friese Substraat". Daartegenover zou dan een Hollands/Frankisch superstraat staan.
- Voorts is het mogelijk dat het West-Fries een eigen ontwikkeling heeft ondergaan en dat de Friese kenmerken bij nadere beschouwing niet per se Fries maar Ingveoons moeten heten. De Ingveoonse theorie maakt vergelijking met de taal van de visserdorpen en het Zeeuws en West-Vlaams mogelijk. Inderdaad delen alle kustdialecten bepaalde kenmerken. Vanuit wetenschappelijk perspectief is deze theorie het werkbaarst: het West-Fries valt goed te herleiden op het West-Germaans en is derhalve te zien als een eigen ontwikkeling. Het huidige Fries en het West-Fries hebben vanuit het kust-West-Germaans, ook wel Ingvaeoons genoemd, ieder een eigen ontwikkeling doorgemaakt. Daarbij is het West-Fries veel sterker dan het Fries door het Frankisch beïnvloed geraakt. De term "Frisofrankisch", werd vroeger wel gebruikt om het West-Fries te typeren, maar suggereert ten onrechte een mengtaal.

Tegen elk van deze theorieën zijn argumenten in te brengen, maar de tweede heeft in de dialectkunde de meeste aanhang.
Het West-Fries is in de eerste plaats verwant aan Zaans en Waterlands (en daarmee ook met het Volendams). Op grotere schaal kan het West-Fries, dat dus als Ingveoons beschouwd kan worden, in verband worden gebracht met de West-Germaanse kusttalen dus met Zeeuws, West-Vlaams en zelfs Engels.
Het is niet vreemd dat de naam "West-Fries" nogal eens verwarring oplevert. Wat in Nederland als 'Fries' wordt aangeduid, wordt in het buitenland 'West-Fries' genoemd ter onderscheiding van het 'Oost-Fries' dat in Duitsland (Ostfriesland) gesproken wordt, hoewel dat overigens sinds de middeleeuwen niet meer taalkundig tot het Fries gerekend kan worden en sindsdien een regionale aanduiding is geworden voor het Nedersaksische dialect ter plaatse. De Nederlandse begripstermen "West-Fries" en "Westfries" mogen dus niet gelijkgesteld worden met het Engelse Western Frisian en het Duitse West-Friesisch, verwarrende begripsnamen die in deze talen gebruikt worden voor het Nederlandse begrip Friese taal annex het Westerlauwers Fries (zie onder West-Fries voor deze en andere begrippen samengesteld uit de woorden 'west' en 'Fries').
Regionaal-geografische en taalkundige aanduidingen zijn in de loop van eeuwen gaan verschuiven en men mag daarom de huidige begripsbepalingen niet als rechtstreeks afgeleid van de historische begrippen zien.

## Pluriformiteit
Het West-Fries is geenszins een strak en eenduidig dialect te noemen. Het bestaat uit diverse dialecten die evenwel op bepaalde punten sterk overeenkomen. Het West-Fries verschilt van dorp tot dorp en het is zeker niet ondenkbaar dat een spreker uit het ene deel van West-Friesland een spreker uit een ander deel in sommige woorden en uitdrukkingen niet zal verstaan. Een belangrijk onderscheid valt te maken tussen:
- Land-West-Fries
  - Derpers
  - Mid-West-Fries
  - Oostelijk West-Fries
  - Westelijk West-Fries
- Eiland-West-Fries
  - Enkhuizens
  - Tessels
  - Vlielands
  - Wierings

Het Wierings en het Tessels zijn in vele opzichten veel conservatiever dan de dialecten op het oorspronkelijke vasteland. Ook het Enkhuizens is conservatiever en sluit dan ook meer aan bij het Eiland-West-Fries.
Het Land-West-Fries valt op zijn beurt ook weer onder te verdelen in verschillende dialectgroepen. Jan Pannekeet doet in zijn uitgebreide studie naar het West-Fries een voorstel om het Land-West-Fries te splitsen in drie hoofdgroepen. Dit zijn: "Drechterlands" of "Oostelijk West-Fries", gesproken in het oostelijk deel van het oude ambacht Drechterland. het "Mid-West-Fries" ter hoogte van de lijn Medemblik - Hoorn en "Westelijk West-Fries" voor de regio rond Schagen en Langedijk.
Ook binnen deze groepen zouden weer grenzen getrokken kunnen worden. Iemand uit Schagen zou een spreker uit Wieringerwaard of Callantsoog dan ook vrij gemakkelijk aan uitspraakkenmerken herkennen. Het hoeft geen betoog dat voor iemand die zelf niet uit de regio komt dergelijke accentverschillen zo goed als onhoorbaar zijn.
Er zijn nog een paar dialecten die door eigen ontwikkelingen sterk afwijken van de rest, zoals het Derpers, dat in Egmond aan Zee wordt gesproken. Dit dialect kenmerkt zich vooral door ontronding, een proces dat ervoor heeft gezorgd dat veel West-Friese u-klanken in dit dialect e of i geworden zijn. Het verder in heel West-Friesland gebruikelijke "Durp" (dorp) is in het Derpers op deze manier dus "Derp" geworden.
Omdat er veel verschillende dialecten in het West-Fries zijn, hebben sommige woorden meerdere vertalingen. Enkele voorbeelden zijn:
- "straks" kan in het West-Fries vertaald worden met drekkies, déimie, dalek, flussies, temee, strak en strakken(-an)
- "een grote hoeveelheid" kan ook op allerlei manieren aangeduid worden: bonk, bult, flap, goffer(d), gons, oos, houp, knok, lap, mep, plok, plomp, puist, skep, zeêlt en zoôt
- "over straat zwalken" kent talloze uitdrukkingen in het West-Fries: bentele, flentere, fliddere, gnarte, horte, jachte, saggele (flirtend op straat zwalken), sjaggele, swabbere en natuurlijk de West-Friese variant van het werkwoord zelf: swalke. Zegwijzen als Op sjouw weze en De runnik op weze betekenen tot slot ook nog zwalken.
- "gezellig": opvallend is het aantal vertalingen van het woord gezellig. Gezellig wordt beschouwd als een typisch Nederlands woord dat in vele andere talen ontbreekt. Het Duitse woord "Gemütlichkeit" en het Deense woord "Hygge" komen in sommige gevallen qua betekenis overeen. Het Westfries heeft opmerkelijk genoeg meerdere vertalingen voor het woord 'gezellig' en 'gezelligheid' en vertalingen voor verschillende vormen van gezelligheid:

anhoud (letterlijke vertaling van het woord 'gezelligheid'), houwelijk (letterlijke vertaling van het woord 'gezellig'), beurze (gezellig samenscholen), klassinère (gezellig kletsen), knuttig (beknopt, klein, aardig knus), kóndere (gezellig meepraten/later gezellig in gesprek komen), krôze (gezellig praten met kinderen), loeker (behaaglijk), lòlle (gezellig keuvelen), noffelijk (Fries: noflik, letterlijke vertaling van gezellig maar ook gangbaar als genoeglijk), smoek (Fries: smûk, letterlijke vertaling van gezellig), snokker (fijn/gezellig), teute (gezellig babbelen).

## Gemeenschappelijke kenmerken
Ondanks het pluriforme karakter van de West-Friese streektaal zijn er een aantal belangrijke gemeenschappelijke kenmerken. De West-Friese dialecten zijn wel sterk door Hollandse beïnvloed, maar kennen allen tezamen ook eigen ontwikkelingen, die het West-Fries een eigen taalgeschiedenis bezorgen.
Een oud voorbeeld van zo'n ontwikkeling is de ontronding in woorden die wij in het moderne Nederlands terugzien als "brug", "mug", "knuppel". Alle West-Friese dialecten kennen hier de afwijkende vormen "breg", "meg" en "kneppel". Deze klankontwikkeling komt ook voor in het Oudfries, maar tevens in het West-Vlaams en het Zeeuws.
Een ander, bekender kenmerk dat West-Friese dialecten bindt is het ontbreken van het voorvoegsel "ge-" bij voltooide deelwoorden. Ook hierbij valt de overeenkomst met het Fries en het Engels op.
Gemeenschappelijke kenmerken vertonen de West-Friese dialecten zowel in fonetiek en morfologie als in de syntaxis. Zo kennen de West-Friese dialecten een gezamenlijke klankwet die van de oorspronkelijke e in woorden als "kerstmis", "derde" en "hersens" een a maakt: karsemis, darde, harses.
De Nederlandse "aa" klinkt in West-Friese dialecten nogal eens als een "ee"-klank: "schaap" is zo in het Land-West-Fries skeip. In woorden als "zoon" en "zomer" duikt in het West-Fries een eu op: zeun, zeumer. Dit laatste kenmerk wordt getypeerd als Ingveoons.
Een heel bekend fenomeen is de uitspraak sk- waar het Standaardnederlands een "sch-" kent: skitterend, skool (soms: skoel). Deze sk- is historisch; sch- in het AN is een latere ontwikkeling.
In sommige West-Friese dialecten wordt de uitgang -sk gebruikt, waar in het Nederlands de uitgang -s (vroeger gespeld: -sch) wordt gebruikt. De uitgang -sk wordt bijvoorbeeld gebruikt in aardrijkskundige namen, zoals "Nederlandse", dat in het West-Fries dan "Neerlandske" wordt. "Noord-Hollandse" wordt "Noôrd-Hollandske". "West-Fries" heet dan logischerwijs "West-Friesk". Ook op andere plaatsen waar vroeger -sch gespeld werd komt -sk voor, bijvoorbeeld waske voor "wassen". De -sk is historisch en kwam in alle Germaanse talen ooit voor. In het moderne Fries is de -sk nog steeds veelvoorkomend. In het West-Fries geldt de uitgang tegenwoordig als archaïsch en wordt door de meeste dialectsprekers vervangen door -s.
Ook in woordvorming of morfologie blijken de West-Friese dialecten verbonden. Woorden als "eterstijd" zijn in het Standaardnederlands ongewoon, maar komen in het West-Fries in regionaal verschillende vormen als eterstaid en eterstied voor. Een ander opvallend kenmerk is het veelvuldig gebruik van het achtervoegsel "-igheid", iets dat West-Friese sprekers ook kenmerkt als ze AN proberen te spreken.
Het meervoud in het West-Fries eindigt altijd op een -e, waar dit in het Nederlands op -en eindigt. Een uitzondering zijn de zelfstandig naamwoorden die eindigen op -ing, deze woorden krijgen altijd een -s als uitgang. Voorbeelden van woorden die met -ing eindigen zijn instelling/ instellings, vergâring/vergârings. Woorden als ring en ding eindigen in het meervoud wel gewoon op een -e. Verder typisch zijn meervouden op -er of -ers waar in het AN -eren voor komt: kiender(s) voor "kinderen".
Verder typisch zijn werkwoordsvormen als: ik gaan, ik staan. De meeste Land-West-Friese dialecten behouden ook in de tweede persoon de vorm jij kinne, jij loupe (vgl. Fries jo kinne), waar het Eiland-West-Fries zich meestal van "jee kent" bedient. In dit voorbeeld is het Land-West-Fries dus conservatiever dan het Eiland-West-Fries.
In de syntaxis zijn vooral zinnen als "ik hew moin huis skulderen leiten" tegenover AN "ik heb mijn huis laten schilderen" typisch. Hierbij valt weer sterk de overeenkomst met het Fries op, die de substraattheorie lijkt te ondersteunen.
Plaatsnamen in het West-Fries:
- Nieuwe Niedorp - Naaie Nierep
- Oude Niedorp - Ouwe Nierep
- Zijdewind - 't Zoidewind
- Schagen - Skagen (bijnamen: Magnusveste en Sjiekágo)
- Moerbeek - Morrebok
- Haringhuizen - Heeringhuize
- Kolhorn - Klòrre(n)
- Barsingerhorn - Barregorre
- Enkhuizen - (H)enkúzen
- Hoorn - 'Ooren   voorts': Coenstad (bijnaam)
- Heerhugowaard - Heerhugowaert, Heeregewaert, De Waard
- Aartswoud - Blôtebieneland (spotnaam)
- Lambertschaag - Lammerskraag, Lambertskaag
- Sijbekarspel - Soibekarspel
- Nibbixwoud - Nibbikswoud, de Kriel (verkorting: Nibbik)
- Medemblik - Memelik (spotnaam: Miggeblik)
- Langedijk - Langedoik
- Onderdijk - Keut (bijnaam)
- Stompetoren - Stompetuut

## West-Friese woorden
In de onderstaande woordenlijst is steeds gekozen voor de Land-West-Friese vormen. De woorden kunnen in het Tessels, Wierings of Enkhuizens heel anders klinken. Ook zullen bepaalde woorden niet overal gebruikt worden. Er bestaan van dorp tot dorp uitspraakverschillen. De ou in loupe klinkt zo in het westen meer als een oo met een w-naslag, terwijl in het oosten deze klank veel dichter tegen de ou aanligt als in Standaardnederlands "koud".
De keuze voor Land-West-Friese vormen is er vooral een van getal: het Land-West-Fries kent meer sprekers dan de Eiland-West-Friese dialecten. Onder het kopje "Vergelijking" wordt aan de klankverschillen wel aandacht besteed.

### Persoonlijk voornaamwoord
| Enkelvoud  | Enkelvoud | onderwerp | voorwerp |            | Meervoud | Meervoud                              | onderwerp                        | voorwerp |
| 1e persoon |           | ik/'k     | moin     | 1e persoon |          | wai, wullie                           | oôs                              |          |
| 2e persoon | jij-vorm  | jij/je    | jou      | 2e persoon | jij-vorm | jullie/julle/jolle                    | jullie/julle/jolle               |          |
| 2e persoon | u-vorm    | u         | u        | 2e persoon | u-vorm   | u                                     | u                                |          |
| 3e persoon | mannelijk | hai       | hum/'m   | 3e persoon |          | zullie, hullie/hulle/heulie, hun, zai | zullie, hullie/hulle/heulie, hun |          |

### Bezittelijk voornaamwoord
| Enkelvoud  | onderwerp | AN   |            | Meervoud                | onderwerp | AN |
| 1e persoon | moin      | mijn | 1e persoon | oôs, oôze               | ons, onze |    |
| 2e persoon | jouw      | jouw | 2e persoon | jullie/julle/jolle      | jullie    |    |
| 2e persoon | uw        | uw   | 2e persoon | uw                      | uw        |    |
| 3e persoon | zoin      | zijn | 3e persoon | hun/hullie/hulle/heulie | hun       |    |

### Telwoord
| Hoofdtelwoord | rangtelwoord |              | Hoofdtelwoord   | rangtelwoord |
| ien           | eerste       | seuventien   | seuventiende    |              |
| twei          | tweide       | achttien     | achttiende      |              |
| drie          | derde        | negentien    | negentiende     |              |
| fier          | fierde       | twuntig      | twuntigste      |              |
| foif          | foifde       | dertig       | dertigste       |              |
| ses           | sesde        | (t)feertig   | (t)feertigste   |              |
| seuven        | seuvende     | (t)foiftig   | (t)foiftigste   |              |
| acht          | achtste      | (t)sestig    | (t)sestigste    |              |
| negen         | negende      | (t)seuventig | (t)seuventigste |              |
| tien          | tiende       | tachentig    | tachentigste    |              |
| elf           | elfde        | (t)negentig  | (t)negentigste  |              |
| twaalf        | twaalfde     | honderd      | honderdste      |              |
| dertien       | dertiende    | duzend       | duzendste       |              |
| feertien      | feertiende   | miljoen      | miljoenste      |              |
| foiftien      | foiftiende   | miljard      | miljardste      |              |

Uitzondering 1: Het aangeven van een plaats/rang van iemand wordt niet met de gebruikelijke rangtelwoorden aangegeven. Voorbeeld: ik bin eersts (in plaats van eerst), ik bin tweids (in plaats van tweide), enz. De uitgang -de of -ste wordt in dit geval dus vervangen door de uitgang -ds of -s.
Uitzondering 2: Waar in het Nederlands ten wordt gebruikt (ten eerste, ten tweede, enz.), wordt in het West-Fries eerstens, tweidens derdens, enz. gebruikt.

### Begroetingen
- nôh heui - algemene begroeting bij bekende personen
- môj - wordt op alle uren van de dag gebruikt
- (ge)murgen/môgge - goedemorgen
- morrie/murrie - andere vorm van gedag zeggen
- middeg - goedemiddag
- (gen)eivend - goedenavond
- (ge)nacht - goedenacht
- de groetenis - de groeten
- de wapper - tot ziens

### Eten en drinken
- slaboôn - sperzieboon
- boerekoôl - boerenkool
- spruut - spruit (Fries: sprút)
- aâi - ei (Fries: aai)
- keis - kaas
- siepel - ui (Fries: sipel)
- ois - ijs
- boerewater - frisdrank
- piepers - aardappels (verouderd Westfries: irpte)
- eêrebaaie - aardbeien (Fries: ierdbeien)
- stikkebuul - lunchpakket
- bollewies - peer
- stoet - bruinbrood
- gemeente pils - water

### Huis en tuin
- boet - schuur
- wurf - erf
- boum - boom
- ier - gier, mest
- kloet - vaarboom
- knoe - soort roeibootje
- achteruit - achtertuin
- lekstien - gootsteen
- kombof - bijkeuken
- hulft - klomp
- slechie - stoep

### Dagen
- maandag, maandes - maandag, maandags
- dingesdeg, dingeses - dinsdag, dinsdags
- woenesdeg, woeneses - woensdag, woensdags
- donderdeg, donderdes - donderdag, donderdags
- vroideg, vroides - vrijdag, vrijdags
- zaterdeg, zateres - zaterdag, zaterdags
- zundeg, zundes - zondag, zondags

### Menselijk lichaam
- anklouf/ankleêuw - enkel
- pote, biene - benen
- toôn/tône - teen, tenen
- fleike/fikke - vingers
- hol/houfd - hoofd
- skeg - schertsend voor grote kin of neus
- woinbreêuw - wenkbrauw
- freet - mond
- troiter/tretter/toet - gezicht
- here - haren
- elleboug - elleboog
- kniese/kniesebolle/knippels - meervoud knie: knieën
- reg - rug

### Kleding
- jak - kort vrouwenbovenkledingstuk
- diések - broekzak
- boks - broek (verouderd)
- (onder-)fuk - onderbroek
- frok - trui
- hes - blouse
- glanseeëns - glacéhandschoenen
- skoene - schoenen
- leerze - laarzen
- hulfte/hutte - klompen
- himd - hemd

### Gezin en familie (West-Fries - Nederlands)
- taat - vader (zeer verouderd, het gebruik van vader is veel gangbaarder)
- moer, mem - moeder (voor deze woorden geldt hetzelfde als bij vader)
- zeun - zoon
- dochter - dochter
- koinders - kinderen
- thuishaalder - pleegkind
- zussie - de benjamin (alleen gangbaar voor dochters)
- oum - oom
- pit - tante (alleen gangbaar voor peettante)
- achteromsklomp - achterneef/achternicht
- ota - opa
- opoe - oma
- grop - grootvader
- beppe, oôtje - grootmoeder
- bep - grootouder
- sweer - schoonvader/zwager
- swerinne - schoonmoeder
- snaar - zwagerin
- tafelbroer - stiefbroer
- tafelzus - stiefzus
- femilie - familie
- oumzègger - neef (kind van broer of zus)
- tantezègger - neef (kind van broer of zus)
- oumzègster - nicht (kind van broer of zus)
- tantezègster - nicht (kind van broer of zus)

### Dieren
- heun - hond (Fries: hûn)
- bul - stier (Fries: bolle)
- skeip - schaap (Fries: skiep)
- veugel, pietje - vogel (Fries: fûgel)
- bonte piet -  scholekster
- swaal - zwaluw
- fluut/mosk - mus
- aakster - ekster
- mieuw - meeuw
- mok - zeemeeuw
- knoin - konijn, afwijkend lidwoord in het West-Fries: de knoin - het konijn (Fries: knyn)
- pul - kuiken
- peerd - paard
- voôl - veulen
- wurm - worm
- kieft - kievit
- riethen - waterhoen, soms ook meerkoet (Fries: reidhin)
- baken - varken, verouderd
- hering - haring
- beers - baars
- stekeltoet - stekelbaars (verouderd)

### Dagelijks leven
- boôskip/bòskip - boodschap (Fries: boadskip)
- Inverdàn - iets naar achteren (Zoin stullepie loit een bietje inverdàn benede an de doik)
- wask - was (Fries: wask)
- meziek - muziek (Fries: muzyk)
- teneêl - toneel (Fries: toaniel)
- diggelegoed - porselein (Fries: diggelguod)
- snoek, klessert - laarzen vol water
- Best gaan denk - lekker bezig
- bedroivig weze - het druk hebben
- koeterdekoet  - het rustig aan doen
- daagsteran - iets voor je uitschuiven

### Zelfstandig naamwoorden overeenkomend met Fries
- beppe - grootmoeder, oma (Fries: beppe)
- hol - hoofd (Fries: holle)
- looi - lui, lusteloos (Fries: loai, lui)
- mem - moeder, mamma, moeder (Fries: mem)
- visk - vis (Fries: fisk)
- viskerman - visser (Fries: fiskerman, fisker)
- vlareboum - vlier (Amelands: flarieboom, Fries: flear, flearebeam)
- vlaremuis - vleermuis (Fries: flearmûs)

### Werkwoorden, waar overeenkomend met het Fries is dat aangegeven
- glouwe - gluren, bespieden
- kloete - met een vaarboom een boot voortbewegen
- knetere - modder dat in profiel van schoen zit in huis uitlopen
- prieke - morsen, knoeien
- peêuwe - huilen, zeuren, klagen
- skuddele - schudden
- spaaie - overgeven (Fries: spuie, naast spugen, Fries speie)
- sprage - zonnen, pronken, bluffen
- studdere - werkjes doen, (druk) bezig zijn
- suddere - koken, braden, ook wel sudderen

### Werkwoorden overeenkomend met Fries
- dritte - poepen, schijten (Fries: skite)
- glupe - gluren, sluipen (Fries: glûpe)
- snitte - snijden, afsnijden, maaien (Fries snede: snit)
- snobbe - snoepen (Fries: snobje)
- stroffele - struikelen (Fries: stroffelje)
- strooie - kwijtraken, verliezen (Fries: struie)
- strune - struinen, rondsnuffelen (Fries: strúne)
- waske - wassen (Fries: waskje)

### Overig, waar overeenkomend met het Fries is dat aangegeven
- kniertig - gierig
- loôf, louf - moe
- pittig - knap, leuk, vlot
- kluft, klucht - steilte, helling
- aârs - anders (Fries: oars)
- boekie-soek - in de war
- stadig-an - langzaam (Fries: stadichoan)
- bollig weer - benauwd, drukkend weer
- vezélf - natuurlijk (Fries: fansels)
- nôh! - kenmerkende uitroep aan begin van zin (Fries aan het zinseinde als vraag om bevestiging: nou)
- dink? - kenmerkende uitroep aan einde van zin (Fries als zelfbevestiging aan het zinseinde: tink)
- zeij? - 'wat zeg jij?' (een vraag om bevestiging van het zojuist geponeerde, Fries: wat sei)
- leuk/leukig - vreemd, eigenaardig
- koeterdekoet - rustig aan
- zoor - stroef
- joôs - jongens
- flouk - ondiep, bijvoorbeeld bij een sloot
- te warskip gaan - uit logeren gaan
- kniese - knieën (Louf? Louf ken lang an, eer dat je biene bai je kniese of benne, ken je nag te wortelewuden - Moe? Moe zijn kun je lang volhouden. Voordat je benen tot aan je knieën zijn afgesleten, kun je nog gaan wieden tussen de wortelen)
- allegaar - allemaal (Fries: allegearre)
- after - verouderd woord voor 'achter' (Fries: efter)
- algedurig - voortdurend (Fries: algeduerich)
- allek - eigenlijk (Fries: allyk)
- begrôtelek - spijtig, verdrietig, meelijwekkend (Fries: bigreatlik)

### Handige woorden voor zinsbouw (Nederlands - West-Fries)
- dat - dus (vaak als stopwoord)
- dut - dit
- deerom - desondanks
- deervan - daarom
- onderlést - onlangs
- as - als
- dat - zodat, omdat, waardoor
- ternei - daarna
- sond - sinds (Fries: sont)
- twois - terwijl
- allemaar - steeds
- drekkies, temee, déimie, daleks - straks
- dat - toen
- om en an - ongeveer
- denkeleks - waarschijnlijk
- hoekes - welke
- zuks - zoiets
- alsans - allerlei
- twisken - tussen
- duske, deus - deze
- temet - bijna

### Afwijkende onvoltooid verleden tijd en voltooid deelwoorden (West-Fries - Nederlands)
Het West-Fries is makkelijk te herkennen aan het "niet afmaken" van voltooid deelwoorden. Bv: lachen in plaats van gelachen of hoord in plaats van gehoord. De West-Friese taal zit dus ook vol met afwijkende voltooid deelwoorden. Ook kent het West-Fries meerdere afwijkende vormen van verleden tijd.
- bedorf/bedurf, bedurven (ovt, voltooid deelwoord) - bedierf, bedorven
- brocht/brong, brocht/brongen (ovt, voltooid deelwoord) - bracht, gebracht
- dreigen/droegen (voltooid deelwoord) - gedragen
- dorst, durfd/durven (ovt, voltooid deelwoorden) - durfde, gedurfd
- gong (ovt) - ging
- gouwen (voltooid deelwoord) - gegolden
- groeven (voltooid deelwoord) - gegraven
- hong, hongen (ovt, voltooid deelwoord) - hing, gehangen
- holp (ovt) - hielp
- hieuw (ovt) - hield
- kend/kennen/keunen (voltooid deelwoord) - gekend
- kommen (voltooid deelwoord) - gekomen
- most (ovt) - moest
- stook (ovt) - stak
- sting (ovt) - stond
- docht (ovt & voltooid deelwoord) - dacht & gedacht
- maggen (voltooid deelwoord) - gemogen
- dein (ovt & voltooid deelwoord) - deed & gedaan
- sweite (voltooid deelwoord) - gezweet
- verstoukt (voltooid deelwoord) - verstoken (gecremeerd)
- vong, vongen (ovt, voltooid deelwoord) - ving, gevangen
- vroog, vroegen (ovt, voltooid deelwoord) - vroeg, gevraagd
- wier (ovt) - werd
- waar/ware/wazze (ovt) - was
- wos, wossen (ovt, voltooid deelwoord) - waste, gewassen
- woeg, woegen (ovt, voltooid deelwoord) - woog, gewogen
- wonk, wonken (ovt, voltooid deelwoord) - wenkte, gewenk
- wons, wonsen (ovt, voltooid deelwoord) - wenste, gewenst
- woof, woven (ovt, voltooid deelwoord) - wuifde, gewuifd
- zee, zoid (ovt, voltooid deelwoord) - zei, gezegd
- zelle (alleen bij meervoud), zouwe (ovt, voltooid deelwoord) - zou, voltooid deelwoord van zullen, niet gangbaar in het West-Fries maar bestaat vreemd genoeg wel
- zeeg, zegen (ovt, voltooid deelwoord) - tochtte, getocht. In het West-Fries is het werkwoord zoige gangbaar i.p.v. tochten/trekken

## Spreuken
- Op alle markten thuis zijn - In alle hame pas weze
- Met twee maten meten – De ien zègge ’t mit onse, de aâr mit ponde
- Halsoverkop – Houpstoups (of houp over stoup)
- Ten einde raad – Reid ten end
- Aan het einde van je Latijn zijn – An ’t labberént weze
- Door de zure appel heen bijten – Liever ien keer poin as allegedurige jeuk
- Een ongeluk zit in een klein hoekje - As 't ongeluk 't wul breek je je vinger in je neusgat
- Die lust er pap van – Die lust ’t as de poes melk (lust)
- Je geld over de balk smijten - Je geld louf weze
- Hij is op hoge leeftijd gestorven - De baker hadde er gien skuld an

## Engelse invloed
De Engelse taal deelt overeenkomsten met het Westfriese dialect. De Friese taal is het meest aan het Engels gerelateerd, en het Westfries op zijn beurt weer aan het Fries. Bovendien zijn Nederlanders de beste niet-autochtone Engelse sprekers. Hierdoor is er een klein Engels vocabulaire in het dialect ontstaan.
Enkele woorden met Engelse invloeden:
- After – achter (Engels: after, Fries: efter)
- Allegaar – allemaal (Engels: alltogether, Fries: allegear)
- Blester, bloin – blaar (Engels: blister, blain)
- Eg – de hoek, kant (Engels: edge, Fries: igge)
- Festvalle – feestvieren (Engels: festival)
- Harriejoep – schiet op (Engels: hurry up)
- Lingere – wachten en hopen iets te krijgen, bedelen (Engels: to linger, Fries: longerje)
- Loeker – aangenaam warm (Engels: lukewarm)
- Nar – smal, nauw (Engels: narrow)
- Notting – totaal niets (Engels: nothing)
- Ofknokke – vertrekken, ophoepelen (Engels: to knock of)
- Ofstieme – warmte afstralen (Engels: steam)
- Plantoit – overvloedig, meer dan genoeg (Engels: plenty)
- Purk – varkensvlees (Engels: Pork)
- Sjouwer – zware regenbui (Engels: shower)
- Skit – schijt (Engels: shit)
- Steur – bepaalde hoeveelheid/voorraad (Engels: store)
- Wantouw – losbandig (Engels: wanton)

## Franse invloed
Toen Frankrijk Nederland inlijfde, van 1810 tot 1813, was Frans naast het Nederlands de officiële voertaal. Al voor de Franse periode werd de taal veel gesproken door de Nederlandse elite. Tegenwoordig is Frankrijk een populaire Nederlandse vakantiebestemming. Al deze factoren hebben niet alleen veel Fransen woorden in het standaard Nederlands achtergelaten, maar ook nieuwe woorden in het Westfries geïntroduceerd. Deze woorden bestaan vooral uit verbastering en uitspraak van Franse woorden met een zwaar Westfries accent.
Enkele woorden met Franse invloeden:
- Averóm – omgeving (Frans: environs)
- Fielesepéé – fiets (Frans: velocipède)
- Galjaartje – pleziertje (Frans: gaillard)
- Iepekonderig – Zwaarmoedig (Frans: hypcondre)
- Ien tout mem – hetzelfde liedje (Frans: tout-même)
- (van) Komsá – van jewelste (Frans: comme ça)
- Kortegaar – gevangenis (Frans: Corps de garde)
- Menéuvels – rare streken (Frans: manoeuvres)
- Okkássie – gelegenheid (Frans: occasion)
- Paaiemént – betaaltermijn  (Frans: payer)
- Pul – eendenkuiken (Frans: Poule)
- Rizzelevére - een besluit nemen, resolveren (Frans: résolver, Fries: fri. risselwaerje)
- Sellavié – zo is het leven nu eenmaal (Frans: c’est la vie)
- Siesink - net niet, bijna (Frans: six-cinq. Dobbelterm, 6-5 is bijna de hoogste worp)
- Toetelefét - in zijn geheel – (Frans: tout a fait)

## West-Frieze-Styk
De West-Frieze-Styk heeft in de jaren 40 een eigen spelling ontwikkeld voor de West-Friese dialecten. Deze spelling moest ervoor zorgen dat de fouten die veelvuldig gemaakt werden, volgens de West-Frieze-Styk, voorkomen konden worden.

### Belangrijkste regels
| Letter    | Gebruik                                              | Voorbeeld                                               |
| --------- | ---------------------------------------------------- | ------------------------------------------------------- |
| AE        | aa-klank in gesloten lettergreep                     | Wfr. skaef Ned. schaaf                                  |
| C, Q en X | worden niet gebruikt                                 | Wfr. sint, akwarium, eksame Ned. cent, aquarium, examen |
| F         | begin van een woord met in het Ned. een v of f klank | Wfr. furst Ned. vorst                                   |
| HW        | gebruikt bij het woord wat                           | Wfr. hwat Ned. wat                                      |
| IJ        | ij-klank (Ned. meestal aa-klank of ee-klank          | Wfr. skijp Ned. schaap                                  |
| IJU       | (Ned. eeu)                                           | Wfr. lijuw Ned. leeuw                                   |
| OA        | oo-klank met korte a-naslag (Ned. oo-klank)          | Wfr. groat Ned. groot                                   |
| OO        | oo-klank (Ned. oe-klank)                             | Wfr. dook Ned. doek                                     |
| S         | begin van een woord met in het Ned. een s of z klank | Wfr. swumme Ned. zwemmen                                |

## Mooiste woord
Het woord "warskippertje" (logé, afgeleid van "bewaarschap") werd door de sprekers van het West-Fries uitverkozen tot mooiste dialectwoord. Dit woord gebruikt in een zin: "We benne te warskippe weest"; "We zijn wezen logeren".

## Vergelijking
De verschillende Noord-Hollandse dialecten zijn vaak onderzocht. Reeds in 1935 presenteerde K. Heeroma als proefschrift een vergelijkende studie van de Noord- en Zuid-Hollandse dialecten, Hollandse Dialectstudies. Onderstaand zijn op basis van zijn studie verschillende vormen in de Noord-Hollandse dialecten opgegeven; om de vergelijking duidelijker te maken is voor een aangepast fonetisch schrift gekozen.
Hierin staan E voor de "i" van "bit", i voor de "ie" van "lied", å voor de "platte" ao die je in Noord-Holland wel hoort, en y voor uu. De u klinkt als "oe" (vgl. Duits).
Het puntje achter een klank betekent dat deze lang klinkt (E. = lange ih). Het teken ə staat voor de "stomme e", die van beneden.
De x geeft de ch weer.
| Tessels | Wierings | Enkhuizens | Pettens | Egmonds | Markens | Volendams | Oostzaans | Standaardnederlands |
| ------- | -------- | ---------- | ------- | ------- | ------- | --------- | --------- | ------------------- |
| skE.p   | skE.p    | skE.p      | skɛip   | ske.p   | sxE.ip  | skaip     | ske.p     | sxa.p "schaap"      |
| skE.r   | skE.r    | skE.r      | skE.r   | skE.r   | skE.r   | skåir     | skE.r     | sxa.r "schaar"      |
| grE.w   | grE.w    | grE.w      | grE.w   | gra.w   | grE.iw  | graiw     | gre.w     | gróuw "grauw"       |
| bla.w   | bla.w    | blóuw      | blóuw   | bla.w   | bla.w   | blaiw     | bla.w     | blóuw "blauw"       |
| dra.jə  | dro.jə   | dra.jə     | drå.jə  | drå.jə  | drå.jə  | dra.jə    | drå.jə    | dra.je "draaien"    |
| blyvə   | bli.və   | bli.və     | blaivə  | blaivə  | blaivə  | blE.və    | bla.ive   | blɛivə "blijven"    |
| sne.jə  | snɛiə    | snɛie      | snå.jə  | snaiə   | sna.jə  | snE.jə    | snå.jə    | snɛide "snijden"    |
| rupə    | rupə     | rupə       | rupə    | rupə    | ro.pə   | rupə      | rupə      | rupə "roepen"       |
| sukə    | sukə     | sukə       | sukə    | sukə    | so.kə   | sukə      | sukə      | zukə "zoeken        |
| gruən   | gru.n    | grun       | grun    | grun    | grun    | grun      | grun      | grun "groen"        |
| hys     | hys      | ys         | hüis    | òis     | üis     | ö.s       | hüis      | hüis "huis"         |
| döwə    | dóuwə    | dóuwə      | dóuwə   | dóuwə   | dóuwə   | dywə      | dóuwə     | dywə "duwen"        |
| röw     | róuw     | róuw       | róuw    | róuw    | ryw     | rö.w      | róuw      | ryw "ruw"           |
| bE.rt   | bE.rt    | bE.rt      | bE.rt   | bE.rt   | ba.rt   | båirt     | bE.rt     | ba.rt "baard"       |
| hórsəs  | harsəs   | årsəs      | harsəs  | arsəns  | arsəns  | arsəs     | harsəs    | hersəns "hersens"   |
| kint    | kin      | kEnt       | kEnt    | kEnt    | kɛint   | kE.nt     | kEnt      | kEnt "kind"         |
| swip    | swip     | zwip       | zwyp    | zwip    | zwip    | zwyp      | swyp      | zwe.p "zweep"       |
| nöw     | nóuw     | nɛi        | nyw     | niw     | nyw     | nyw       | nyw       | niw "nieuw"         |

Uit de gegevens valt duidelijk op welke fronten de Noord-Hollandse dialecten van elkaar verschillen. Al de genoemde dialecten zijn in meer of mindere vorm gerelateerd aan het West-Fries, of zijn zelf West-Fries.
Het "Pettens" kan gelden als voorbeeld voor Land-West-Fries in het algemeen, hoewel met name Drechterlandse dialecten kunnen afwijken (Heeroma onderzocht het Drechterlands niet). Afwijkingen zouden bijvoorbeeld invloeden uit het Enkhuizens kunnen zijn. Deze verschillen zijn echter marginaal. Wel meer afwijkend zijn de dialecten van Opperdoes en Andijk, die als conservatieve Land-West-Friese dialecten gezien kunnen worden.
Het Enkhuizens valt sterk op door het woord nij ("nɛi") voor "nieuw" - de overige dialecten gaan terug op de historische vorm nuw ("nyw"), die op Wieringen blijkbaar nouw opleverde (vgl. douwe), en in het ontrondingsgebied, nl. Egmond, nieuw. In het Tessels klinkt nuw als "nöw" met de u van bus - een eigen ontwikkeling van het Tessels.
Het Enkhuizense nij zou volgens sommigen te verklaren zijn als een invloed uit Nedersaksische dialecten; onder meer Heeroma gaat hier van uit. Een andere theorie veronderstelt dat de oudste vorm *nie was (o.a. bewaard in het nie- in de naam Niedorp) die in de meeste dialecten door toevoeging van de w "gerond" werd tot uu, dus nuw, maar in het Enkhuizens, zonder de -w, nie bleef en later nij werd op basis van een regelmatige klankverschuiving. Hiertegen spreekt dat het Enkhuizens andere historische ie-klanken in het West-Fries, bv. in fier (vuur) en -lie in plaats van -lui (< luden) als achtervoegsel, niet kent. De theorie van Saksische invloed lijkt dus het aannemelijkst.
Duidelijk moge zijn dat de precieze interpretatie van het gegeven materiaal gecompliceerd is. Men kan derhalve weinig zeggen over de oudste stadia van het West-Fries, die volgens sommigen Fries-gerelateerd, volgens andere Frankisch-gerelateerd zijn, maar ook als eigen ontwikkeling uit het West-Germaans beschouwd kunnen worden.
Algemeen wordt aangenomen dat de éé (E.) in de noordelijke dialecten ouder is dan de ei (ɛi) in het kerngebied, die een latere, eigen ontwikkeling van het West-Fries zou zijn. Deze, en andere verschijnselen, sterken de theorie dat de Eiland-West-Friese dialecten de oude situatie nog het best weergeven. Van deze dialecten is het Tessels op Wikipedia uitgebreid beschreven.

## Status
Door het proces van ontfriezing wordt het West-Fries nu nog vooral in "lichte" vorm gesproken: de sprekers ervan bedienen zich voornamelijk van een regionaal gekleurd Standaardnederlands, een regiolect. De zware, meest zuivere vorm van dialect heeft zich vooral in buitengebieden, zoals Texel, alsook in geïsoleerde dorpen op het vasteland, bij de oudere generaties weten te handhaven. Vooral in schrift leeft het dialect in zijn conservatieve vorm nog voort. De mobiliteit van de moderne samenleving heeft de samenstelling, de onderlinge binding en daarmee ook de gezamenlijke taal van de oude dorpsgemeenschappen losser gemaakt en de huidige spreektaal heeft in dit proces veel van haar oorspronkelijke, Friese kleur verloren. Al met al kan het West-Fries vooral in de kleuren van de uitspraak nog wel als een onderscheidend dialect beschouwd worden, zij het steeds meer in een door het Standaardnederlands verwaterende vorm als een (regiolect).

## Cultuur
Het dialect wordt gebruikt in culturele uitingen als de band Oôs Joôs die de zogenaamde "boerenrock" ten gehore brengt.